# Boček z Kunštátu a Poděbrad
Boček z Kunštátu a Poděbrad (před 1350 – 1373) byl původem moravský šlechtic z rodu pánů z Kunštátu a zakladatel české poděbradské větve.

## Život
Jeho otcem byl Gerhard z Kunštátu a matkou jeho manželka Klára. 
První písemná zmínka o Bočkovi z Kunštátu pochází z roku 1350, kdy se uvádí v souvislosti s udělením práva na statky spadlé na krále (odúmrť, konfiskace). Boček se stal oblíbencem krále Karla IV. a jeho přízně dokázal využít. Původem moravský šlechtic získával postupně statky v Čechách, kde rozšířil moc svého rodu. Centrum nové větve, město Poděbrady, získal sňatkem s Eliškou, dcerou Hynka Žlebského z Lichtenburka. 
Roku 1353 se Boček stal královským číšníkem a uváděl se s predikátem "z Poděbrad". Díky přízni Karla IV. získal i další majetky ve východních Čechách, vedle toho však soustředil svůj zájem i na Moravu, kde se zajímal např. o oblast Hostýnských vrchů. Zde založil nový hrad Obřany, který dostal název podle sídla jeho nepřímého předka Gerharda ze Zbraslavi a Obřan. V tomto případě však narazil na zájmy moravského markraběte Jana Jindřicha, jehož proti Bočkovi podpořil jeho královský bratr Karel IV., který nařídil, aby byl rozestavěný hrad rozbořen. Výsledkem této činnosti bylo vzájemné usmíření a postoupení Bočkova hostýnského majetku moravskému markraběti. Boček však v roce 1371 získal významné panství hradu Litice ve východních Čechách. V roce 1373 zemřel.
Boček z Kunštátu a Poděbrad měl čtyři potomky. Jeho statky zdědil nejstarší syn Boček starší z Poděbrad. Druhý syn Hynek se uvádí pouze roku 1375, další syn Ješek (Jan) se uvádí v letech 1376–1393. Dcera Alžběta byla abatyší u sv. Jiří v Praze.

## Rodokmen poděbradské větve
Boček z Kunštátu a Poděbrad (1350–1373)
- Hynek (1376)
- Ješek (Jan) (1376–1393)
- Alžběta (1402) – abatyše u sv. Jiří v Praze
- Boček starší z Poděbrad (1375–1416)
  - Kateřina (1402) – klariska u sv. Františka v Praze
  - Jan z Poděbrad a Kosti (1396–1406) – manželka Eliška z Vartenberka
    - Skonka (1414) – manžel Mikuláš Zajíc z Házmburka

  - Boček mladší z Poděbrad (1395–1430)
  - Hynek Boček z Poděbrad (1420–1426)
  - Viktorín z Kunštátu a Poděbrad (1417–1427) – manželka Anna z Vartenberka
    - Markéta (1443–1473) – manžel Bohuslav ze Žeberka a Plané
    - Alžběta (1441–1452) – manžel Jindřich z Dubé a Lipé
    - Jiří z Kunštátu a Poděbrad (1420–1471)
      - Boček z Poděbrad (1442–1496)
      - Viktorín z Poděbrad (1443–1500)
      - Jindřich z Poděbrad a Minsterberka (1448–1498)
      - Kateřina z Poděbrad (1449–1494)
      - Zdenka (Sidonie) Česká (1449–1510) – manžel Albrecht III. Saský
      - Hynek z Poděbrad (1452–1492)
      - Bedřich (1453–1458)
      - Anežka
      - Ludmila
        - pokračování rodu: minsterbersko-olešnická knížata a kladská hrabata